# Фуми, Венцеслав
Венцеслав Фуми (правильнее Венцеслао; 30 октября 1826, Монте-Пульчано — декабрь 1880, Флоренция) — итальянский композитор, дирижёр и скрипач.
Учился музыке во Флоренции у Джоргетти, у которого изучал игру на скрипке и контрапункт. Дирижировал оркестром в разных европейских городах (выступал, в частности, в театре Каркано в Милане, Турине, Генуе, Флоренции, Константинополе), а также в Рио-де-Жанейро, Монтевидео, Буэнос-Айресе, где поставил весной 1882 года свою оперу «Atala», впервые выступив как композитор; опера имела успех у публики, и после этого ему предложили работу в театре Монтевидео, от которой он, однако, отказался.
Вернувшись во Флоренцию, продолжил дирижировать оркестром, выступал также в Милане, написал несколько симфонических произведений: «La siesta della Sinorita»; «All’ombra de’Palmizi»; «Il sogno di Gretchen». Современниками высоко оценивались его творческие способности и музыкальный слух.